# 杜利杜爾加區

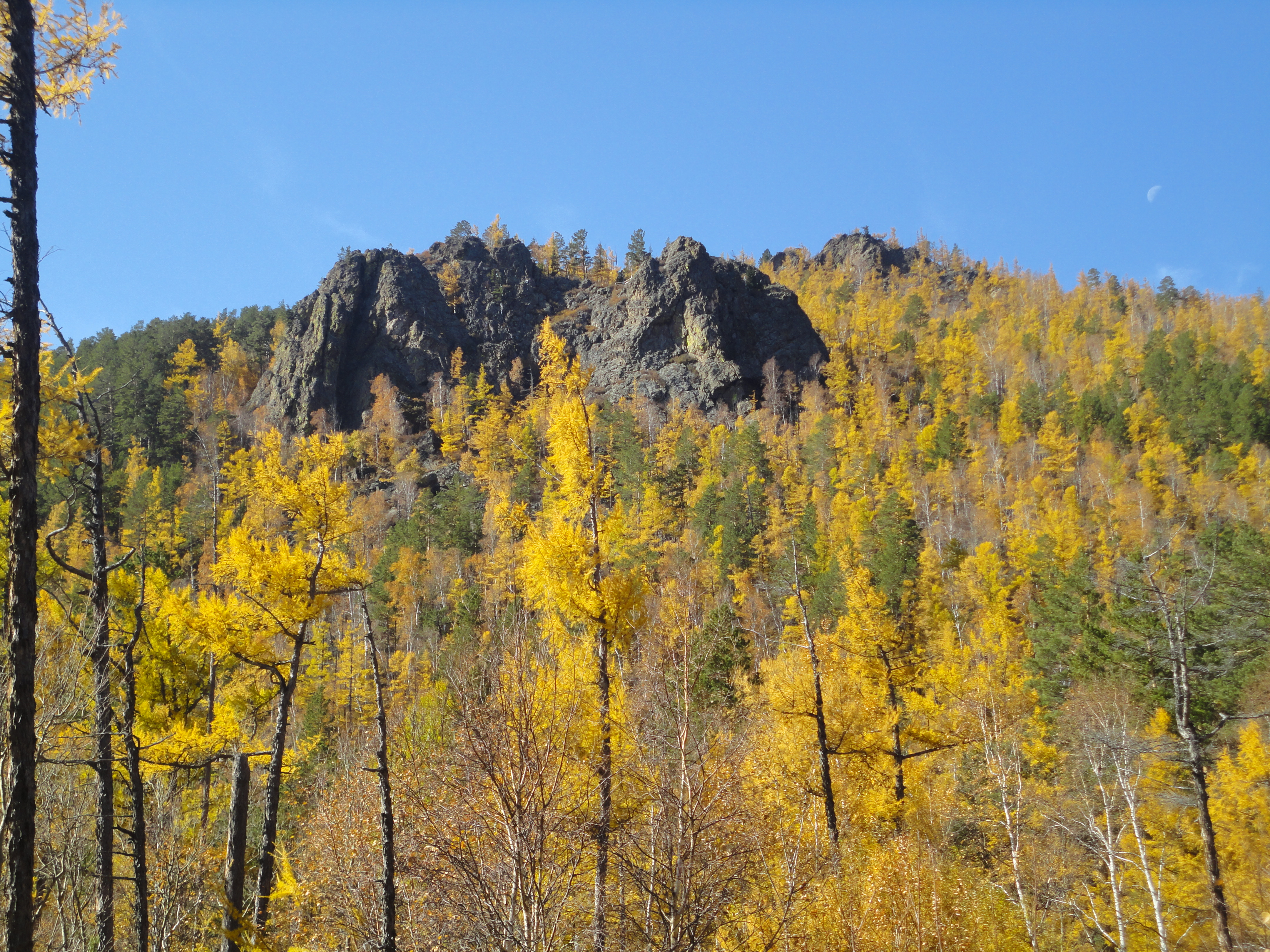

50°47′35″N 113°28′16″E / 50.793°N 113.471°E
杜利杜爾加區（俄语：Дульдургинский район），是俄羅斯的一個區，位於該國西部，由外貝加爾邊疆區負責管轄，始建於1941年1月16日，面積7,200平方公里，2010年人口15,350，人口密度每平方公里2.13人。